# 글리제 1214
글리제 1214(GJ 1214)는 뱀주인자리 방향으로 지구로부터 약 42.38 광년 떨어진 곳에 있는 적색 왜성이다. 이 별은 태양보다 훨씬 차갑고 어두워서(겉보기 등급 +14.7) 맨눈으로 관찰할 수는 없다. 글리제 1214의 반지름은 태양의 약 5분의 1 수준이며 표면 온도는 약 3,000 켈빈이다. 밝기는 태양의 약 0.3%밖에 되지 않는다.

## 행성계

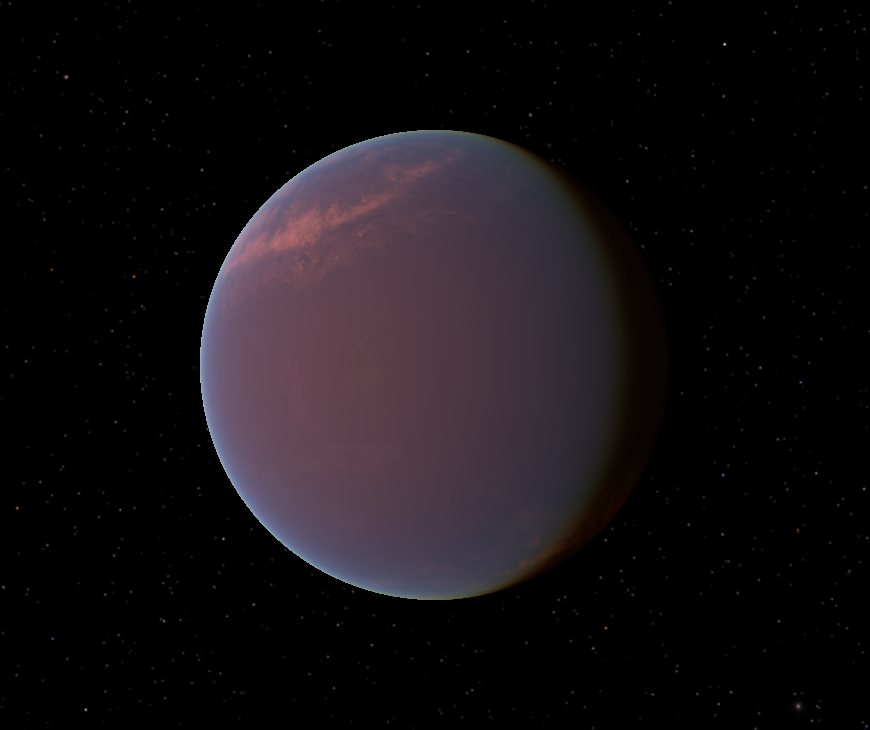
글리제 1214 b의 상상도. 대기가 존재하는 것으로 묘사되었다.

2009년 12월 17일 글리제 1214 주위를 도는 외계 행성 글리제 1214 b(그림)의 존재가 공식적으로 발표되었다. 이 행성을 발견한 하버드-스미소니언 천문학자들은 b의 질량 중 4분의 3은 물과 얼음이며 나머지 4분의 1은 암석으로 이루어졌을 가능성이 크다고 말했다. 이들은 b가 대기를 지니고 있다는 증거도 확보했다. 하버드-스미소니언 센터의 주장에 따르면 이 행성은 지금까지 발견된 다른 외계 암석 행성들과 비교할 때 지구와 보다 흡사하다고 말할 수 있다.
| 동반 천체 (가까운 천체순) | 질량 (MJ)       | 공전주기 (일)       | 공전궤도 반지름 (AU) | 이심률 |
| ------------------------- | --------------- | ------------------- | -------------------- | ------ |
| b                         | 0.0179 ± 0.0027 | 1.5803925±0.0000117 | 0.014                | <0.27  |

## 같이 보기
- COROT-7
- 글리제 581
- 글리제 876